# A861 road
Die A861 road ist eine A-Straße in der schottischen Council Area Highland. Sie verläuft durch den westlichen Teil der Highlands und zweigt bei Kinlocheil von der A830 ab, auf die sie nur 23 Kilometer weiter westlich bei Lochailort wieder trifft. Zum Teil besteht die Fahrbahn aus nur einem Fahrstreifen (Single track road). Sie bindet die Halbinsel Ardnamurchan an das Fernstraßennetz an.

## Verlauf
Die A861 zweigt hinter Kinlocheil von der A830, der Road to the Isles, ab. Die Strecke führt zunächst entlang des Loch Eil über Garvan, Duisky und Blaich nach Camusnagaul. Dort ist ein Fähranleger für die Personenfähre nach Fort William. Danach führt die Strecke entlang von Loch Linnhe bis nach Ardgour. Ab dort besteht eine Pkw-Fährverbindung mit der Corran Ferry über die Corran Narrows, eine Engstelle von Loch Linnhe, nach Nether Lochaber an der A82. Von Ardgour aus verläuft die Strecke weiter entlang Loch Linnhe bis nach Inversanda. Hinter Inversanda zweigt die B8043 ab und führt zum Loch Sunart. Kurz vor Strontian zweigt die A884 ab, über die Lochaline, Ausgangspunkt der Pkw-Fähre nach Fishnish auf der Isle of Mull, erreicht werden kann. Von Strontian aus verläuft die Straße nach Acharacle am Loch Shiel weiter zur Glenuig Bay und weiter am Loch Ailort zur Ortschaft Lochailort, wo sie wieder auf die A830 trifft.